# Усадьба купца Рубежанского
Усадьба купца Рубежанского — построенный в 1908 году в стиле модерн особняк промышленника Василия Рубежанского, расположенный в историческом центре Краснодара по адресу ул. Коммунаров, 8.

## История
В 1908 году купец второй гильдии Василий Кондратьевич Рубежанский, владевший мебельно-столярной мастерской и мебельным магазином, приобрёл земельный участок по улице Борзиковской (ныне — Коммунаров), где воздвиг особняк в эклектичном стиле. Достоверно неизвестно, кто являлся автором проекта, но по некоторым данным им стал близкий друг Рубежанского — архитектор Гавриил Никитин.
В 1920 году после прихода в Екатеринодар советской власти Василий Рубежанский был арестован и впоследствии расстрелян. Дом национализировали, а вдова купца с двумя маленькими детьми были выселены.
В 1988 году в особняке Рубежанского кинорежиссёром Галиной Данелия-Юрковой по мотивам книги Евгения Дубровина «В ожидании козы» был снят фильм «Француз»
В 1996 году в ходе реставрации здания в его зале и вестибюле были обнаружены скрытые под поздней штукатуркой росписи маслом.
В настоящий момент в здании, включённом в реестр памятников архитектуры, подлежащих государственной охране, располагается офис Торгово-промышленной палаты Краснодарского края, а на территории бывшей усадьбы — детская библиотека имени братьев Игнатовых.

## Описание
Здание имеет двухэтажную пристройку с угловой четырехскатной узорной башней, увенчанной высоким металлическим флюгером. Над парадным крыльцом дома установлен балкон. Среди элементов декора фасада – лепной растительный орнамент, оконные наличники в виде пилястр.